# Pafawag Wrocław
Der Pafawag Wrocław war ein polnischer Sportverein aus Breslau, der von 1945 bis 1997 bestand. Vorgängervereine waren der VfR 1897 Breslau und der SC Schlesien Breslau, die 1934 zum VfR Schlesien 1897 Breslau zusammengeschlossen wurden und nach 1945 nicht mehr existierten. 
Die Frauenfußballabteilung war Anfang der 1980er Jahre eines der erfolgreichen Vereine ihres Landes. Sie gewannen zweimal die nationale Meisterschaft und zweimal den polnischen Pokal. 
Anfang der 1990er Jahre, bedingt durch den politischen Umbruch in Polen, verlor die Mannschaft den Anschluss in der Liga und stieg später aus dieser ab. Der Verein wurde 1997 liquidiert. Seit 2009 wird das ehemalige Stadiongelände mit Wohn- und Geschäftshäusern bebaut. 

## Erfolge
- Polnische Fußballmeisterschaft der Frauen: 1981/82, 1982/83
- Polnische Fußballpokalsieger der Frauen: 1985/86, 1987/88